# Leichtathletik-Europameisterschaften 1954/Diskuswurf der Frauen

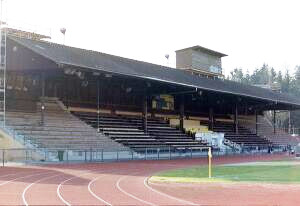
Tribüne des Stadions Neufeld in Bern

Der Diskuswurf der Frauen bei den Leichtathletik-Europameisterschaften 1954 wurde am 27. August 1954 im Stadion Neufeld in Bern ausgetragen.
In diesem Wettbewerb gab es einen Dreifachsieg für die Sowjetunion. Europameisterin wurde die Olympiasiegerin von 1952 Nina Ponomarjowa. Auf den zweiten Platz kam Irina Begljakowa, zwei Jahre später auch Olympiazweite. Bronze ging an die Kugelstoß-Europameisterin Galina Sybina.

## Bestehende Rekorde
| Weltrekord           | 57,04 m | Nina Dumbadse | Tiflis, Sowjetunion (heute Georgien) | 18. Oktober 1952 |
| Europarekord         | 57,04 m | Nina Dumbadse | Tiflis, Sowjetunion (heute Georgien) | 18. Oktober 1952 |
| Meisterschaftsrekord | 48,03 m | Nina Dumbadse | EM Brüssel, Belgien                  | 25. August 1950  |

Der bestehende EM-Rekord wurde bei diesen Europameisterschaften nicht erreicht. Der sowjetischen Siegerin Nina Ponomarjowa fehlte mit ihren 48,02 m allerdings nur ein Zentimeter. Vom Welt- und Europarekord war sie mit dieser Weite 1,01 m.

## Durchführung
Der Wettbewerb wurde ohne eine vorherige Qualifikation durchgeführt. Alle siebzehn Teilnehmerinnen traten zum gemeinsamen Finale an.

## Finale

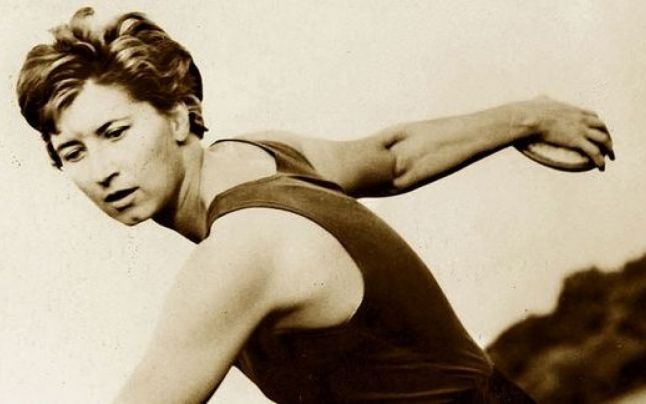
Bereits ihre zweite vordere Platzierung bei einer internationalen Meisterschaft erreichte Lia Manoliu hier als Siebte nach ihrem sechsten Platz bei den Olympischen Spielen 1952, 1968 wurde sie schließlich Olympiasiegerin
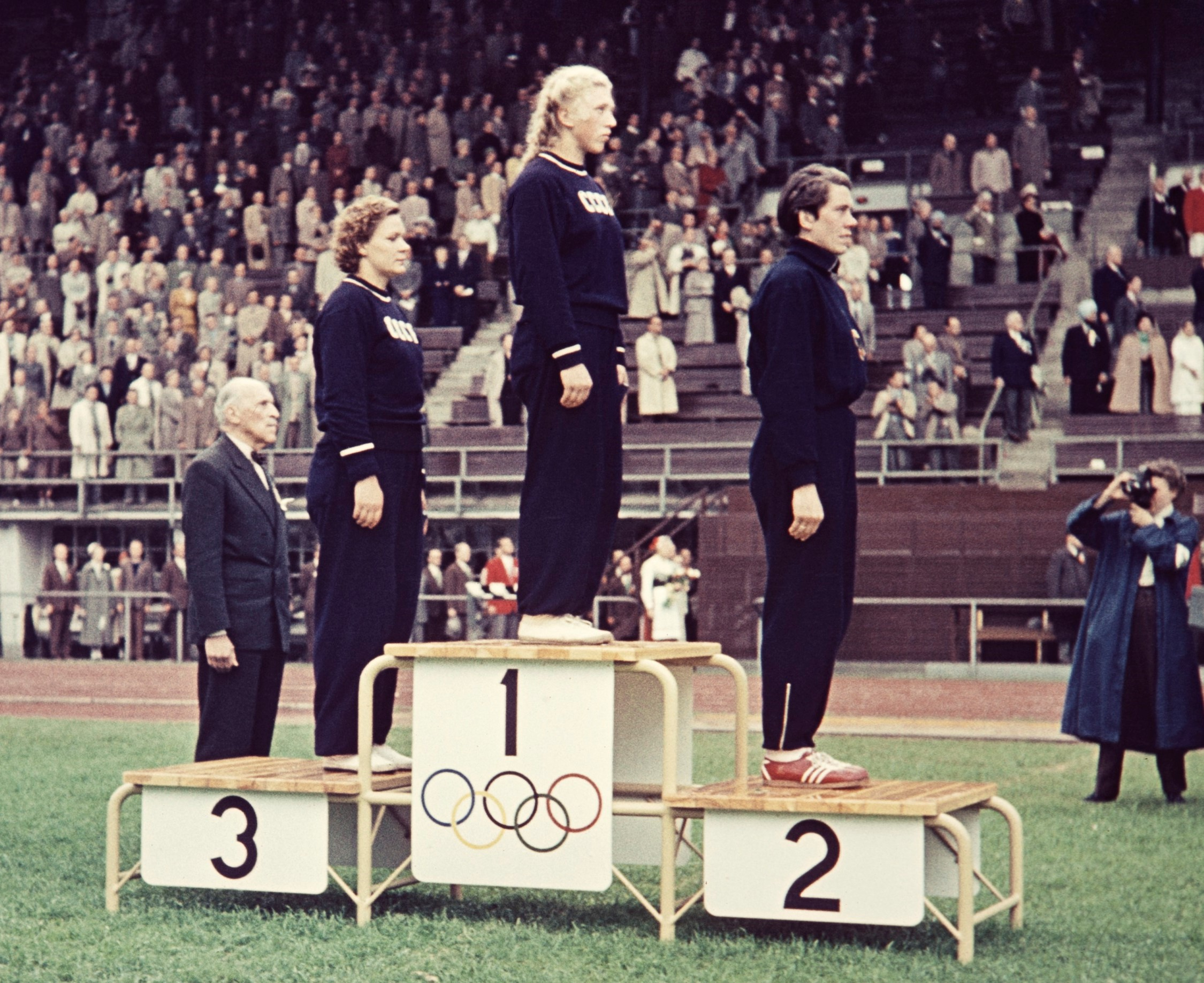
Marianne Werner, Kugelstoß-Fünfte, belegte Rang elf im Diskuswurf – auf dem Foto ganz rechts während der Siegerehrung als Silbermedaillengewinnerin im Kugelstoßen bei den Olympischen Spielen 1952

27. August 1954, 15.15 Uhr
| Platz | Name              | Nation           | Weite (m) |
| ----- | ----------------- | ---------------- | --------- |
| 1     | Nina Ponomarjowa  | Sowjetunion      | 48,02     |
| 2     | Irina Begljakowa  | Sowjetunion      | 45,79     |
| 3     | Galina Sybina     | Sowjetunion      | 44,77     |
| 4     | Štěpánka Mertová  | Tschechoslowakei | 44,37     |
| 5     | Jiřina Vobořilová | Tschechoslowakei | 44,33     |
| 6     | Julija Matej      | Jugoslawien      | 43,95     |
| 7     | Lia Manoliu       | Rumänien         | 43,86     |
| 8     | Karen Sonneck     | BR Deutschland   | 43,86     |
| 9     | Zsuzsa Serédi     | Ungarn           | 42,15     |
| 10    | Anni Pöll         | Österreich       | 41,45     |
| 11    | Marianne Werner   | BR Deutschland   | 41,36     |
| 12    | Jolanda Mayr      | BR Deutschland   | 39,65     |
| 13    | Helena Dmowska    | Polen            | 39,44     |
| 14    | Simone Saenen     | Belgien          | 39,37     |
| 15    | Ilona Józsá       | Ungarn           | 37,98     |
| 16    | Gretel Bolliger   | Schweiz          | 37,45     |
| 17    | Herlinde Peyker   | Österreich       | 33,43     |

Die Serien folgender Athletinnen sind bekannt (x: ungültig):
- Nina Ponomarjowa: x –48,02 m – 42,39 m – 45,24 m – 46,48 m – 40,18 m
- Stepánka Mertová: 36,14 m – 44,37 m – 40,89 m – 38,81 m – 39,45 m – 43,58 m